# Vincent Dumestre
Vincent Dumestre, nascut el 5 de maig de 1968, és un llaütista, guitarrista i director d'orquestra francès.

## Biografia
Vincent Dumestre estudia guitarra clàssica a l'École Normale de Musique de París i història de l'art a l'École du Louvre. Després es va dedicar a la música per a tiorba, guitarra barroca i llaüt. Va estudiar durant les pràctiques amb Hopkinson Smith, Eugène Ferré, al Conservatori de Tolosa i al Conservatori de Boulogne-Billancourt a la classe de baix continu. Va obtenir el títol superior per unanimitat.
Des de llavors ha tocat amb nombroses formacions com el Ricercar Consort, La Simphonie du Marais, Le Concert des nations, La Grande Écurie et la Chambre du Roy, Akadêmia i col·labora amb el Centre de Música Barroca de Versalles.
El 1998 va fundar Le Poème harmonique. El conjunt va ser elogiat per la crítica des del principi, i Vincent Dumestre va ser escollit "Jove Talent de l'Any 1999" per la revista Diapason. Els seus enregistraments per al segell Alpha van rebre nombrosos premis (Diapason d'or de l'any, Choc du Monde de la musique de l'any, recomanat per Classica...).
L'any 2004, el ministre de Cultura va nomenar Vincent Dumestre Cavaller de l'Orde de les Arts i les Lletres.
L'any 2005, va rebre el gran premi de discos i DVD de l'Académie Charles-Cros, categoria de música barroca, pel seu Bourgeois Gentilhomme dirigit per Benjamin Lazar.

## Discografia
- Robert de Visée, Théophile de Viau : La Conversation, Le Poème harmonique, amb la col·laboració d'Eugène Green, Alpha, 1998
- Le Musiche di Bellerofonte Castaldi , Le Poème harmonique, Alpha, 1998
- Domenico Belli : Il nuovo stile, Le Poème harmonique, Alpha, 1999
- Etienne Moulinié :  L'Humaine Comédie , Le Poème harmonique, Alpha, 1999
- Giovanni Battista Pergolesi : Stabat Mater, Le Poème harmonique, Alpha, 2000
- Emilio de' Cavalieri : Lamentations, Le Poème harmonique, Alpha, 2001
- Il Fasolo ?, Le Poème Harmonique, Alpha, 2001
- Michel-Richard De Lalande : Leçons de Ténèbres et Oraisons Funèbres, Le Poème harmonique, Alpha, 2002
- Daniel Brel : Quatre Chemins de mélancolie / Sous l'écorce / Parade / Soleil Froid / Eternelle jeunesse..., Le Poème harmonique, Alpha, 2003
- Antoine Boësset : Je meurs sans mourir : Airs de cour et musiques de ballets sous Louis XIII, Le Poème harmonique, Alpha, 2003
- Alessandro Coppini, Claudio Monteverdi i Vincenzo Ruffo: Nova Metamorfosi, Le Poème harmonique, Alpha, 2003
- Plaisir d'amour :  Chansons et romances de la France d'autrefois, Le Poème harmonique, Alpha, 2004
- Charles Tessier : Carnets de Voyages, Le Poème harmonique, Alpha, 2005
- Love is strange, Le Poème harmonique, Alpha, 2005
- Le Bourgeois gentilhomme de Molière et Lully, Le Poème harmonique, Alpha, 2005
- Moulinié / Guédron / Boesset : Si tu veux apprendre les pas à danser, Le Poème harmonique, Alpha, 2007
- Pierre Guédron : Le Concert des Consorts, Le Poème harmonique, Alpha, 2007
- Cadmus & Hermione de Lully, Le Poème harmonique, Alpha, 2008
- Firenze 1616 : Carlo Sarcini, Giulio Caccini,Cristofano Malvezzi, Giulio Caccini, Domenico Belli, Le Poème harmonique, Alpha, 2008
- Claudio Monteverdi et Marco Marazzoli : Combattimenti !, Le Poème harmonique, Alpha, 2009
- Luis de Briceño : El Fenix de Paris, Le Poème harmonique, Alpha, 2011
- Ostinato: Les plus belles pages du Poème harmonique, Le Poème harmonique, Alpha, 2012
- Marc-Antoine Charpentier, Te Deum H.146, Jean-Baptiste Lully, Te Deum, Le Poème harmonique & Capella Cracoviensis, dir. Vincent Dumestre. CD Alpha, 2013
- Michel-Richard de Lalande, "Majesté". Grands Motets pour le Roi-Soleil : Deitatis Majestatem, Ecce Nunc Benedicite et Te Deum , Ensemble Aedes (Mathieu Romano) i Le Poème harmonique. CD Alpha, 2018
- Anamorfosi. Allegri / Monteverdi, Le Poème harmonique, Alpha, 2019
- Le Poème harmonique, caixa de 20 CD amb motiu del vintè aniversari del conjunt, Alpha, 2019
- Lully : Phaéton, Música de cor i orquestraÆterna, Le Poème harmonique, posada en escena de Benjamin Lazar, amb Eva Zaïcik, Lisandro Abadie, Mathias Vidal, Cyril Auvity, Elizaveta Sveshnikova, Victoire Bunel, Château de Versailles Spectacles, 2019 (CD + DVD)
- Jean-Baptiste Lully, Cadmus & Hermione, Le Poème Harmonique i l'Ensemble Aedes, Château de Versailles Spectacles Arxivat 2023-11-29 a Wayback Machine., 2021. Récompensé d'un Diamant d'Opéra et CHOC Classica de l'année 2021
- Michel-Richard de Lalande, Les Soupers du Roi, Le Poème harmonique, Château de Versailles Spectacles Arxivat 2022-01-21 a Wayback Machine., 2021
- Francesco Cavalli, L'Egisto, Le Poème harmonique, 2023 (gravat al castell de Versalles al març 2021)

## Teatre
- 2005: Le bourgeois gentilhomme a l'Òpera Reial del Palau de Versalles amb Benjamin Lazar
- 2008: Cadmus i Hermione de Jean-Baptiste Lully amb Benjamin Lazar
- 2012: Egisto de Francesco Cavalli al Opéra-Comique